# Laupula Huehe
Laupula Huehe is een Tuvaluaans voetballer die uitkomt voor Lakena United.
Laupula deed mee met het Tuvaluaans zaalvoetbalteam bij de Oceanian Futsal Championship, in 2010. En scoorde een keer.